# Protorhoe
Protorhoe là một chi bướm đêm thuộc họ Geometridae.